# 书洋镇
书洋镇是位于中国福建省漳州市南靖县西部的一个镇。

## 历史沿革
元明清时，书洋镇属永丰里施洋总。民国初，书洋镇属三团区。民国32年，属高洋乡、曲江乡。
中华人民共和国成立后，属第五区。1958年7月，设书洋人民公社。1984年7月，设书洋乡。

## 行政区划
书洋镇共辖1个居委会、18个村委会，分别是：
书兴社区、书洋村、田中村、上田治村、下田治村、上双峰村、双峰村、赤州村、枫林村、储坑村、奎坑村、高溪村、曲江村、石桥村、文峰村、南欧村、塔下村、上版寮村和下版寮村。

## 姓氏由來
刘姓，唐朝天宝年间，刘迈之子刘韶于公元749年赴任福建泉州别驾。韶之子刘友携眷归籍，在莆田涵江沙坂定居。韶公传二十二代至大杞。大杞公在宋理宗，镇守漳州，在月港定居（现龙海市海澄镇内楼），传至二十五代出均保公。均保公夫妇，于元朝成宗年间从月港经多日长途跋涉,至“将军山”（即玳瑁山）下的珊图岩洞歇息。选择在珊图岩角（现福建省南靖县和溪镇英勇村石墩）定居繁衍生息。均保公就成了珊图刘氏开基祖。均保祖分授八子：长子兴隆、次子兴元、三子兴进、四子兴盛、五子兴亮、六子兴福、七子兴载、八子尾兴。兴隆派下分布在金山镇新村村、和溪镇联桥村（高山、下村、大桥头、左坪），另有一支在书洋镇田中村刘厝。尾兴派下分布在和溪镇英勇村、南桥村（上茶山）、书洋镇奎坑村高畲。
刘姓， 永定刘万亿世系，始迁祖维真，于元末明初由福建汀州府上杭永定琦岭迁漳州南靖施洋（后改书洋）枋头。
刘姓， 始祖万七郎，字维厚，明宣德年间，由福建永定县南门桂竹巷迁入南靖县书洋镇版寮白沙岭。
吕姓， 良簠公派下，开基祖吕良簠，明初由福建永定县金丰里大坡头吊枧迁南靖县施教乡永丰里施洋总保开基（今书洋镇田中村吕厝），堂号:芳园祠、朝阳祠。
张姓， 元末明初，张姓入闽始祖张化孙派下九代孙小一郎偕妣华一娘由福建永定金沙蕉坑迁广东大埔，又迁至紧邻福建永定的马头背张屋坪。后移居平和县小溪打铁，生二子，小一郎和长子留居小溪，华一娘携次子光绍迁回张屋坪，明代宣德元年（1426年）肇基南靖县书洋塔下。
萧姓， 宋末江西人萧燧，为避乱入闽汀州府归化县龙湖大帐山居住，其子云龙迁福建永定县庵前塘背。传至萧开春，又迁往漳州府南靖县书洋石班滩，成为书洋萧姓开基祖。
赖姓， 始祖赖梁，号六二郎，元代由福建宁化县石壁田心迁入漳州南靖县葛竹，后裔再迁书洋镇马蹄背。
李姓， 始基祖李福山，明永乐年间，从福建永定县奥杳竹园下迁往南靖县书洋版寮中村，书洋镇下版村李屋。
李姓， 福建上杭李火德七代孙，始祖淑，从福建上杭迁南靖书洋枫林油坑。
陈姓， 开基祖名孟七郎，明乙酉年（1465年） 由福建永定县奥杳迁南靖县书洋镇上田村五更寮自然村，已传19代。堂号思源堂。
简姓， 始基祖简德润，明初由福建永定县洪源迁入梅林镇官洋、璞山村，书洋镇书洋坪、枫树坪、奎坑、田治，船场下岭、塘山、上汤、猪仔笼等地。
邱姓， 惟福，号念千八七郎，明永乐十年（1412年）由福建上杭迁入南靖书洋田治。始祖孟志（六十五郎），于明代由书洋田治迁入书洋双峰（大双坑）。
魏姓， 开基祖名魏进兴，号念五十七郎。由福建宁化县石壁溪迁来南靖县梅林镇梅林村双溪村下角。魏万元清代移居书洋小高溪。堂号钜鹿堂、光裕堂。

## 语言
書洋鎮主要讲闽南语，部分地方說客家語，屬於客家語汀州片。其中文峰村、塔下村、南欧村、曲江村、石桥村、上版寮村和下版寮村等主要說客家话，也通闽南话。

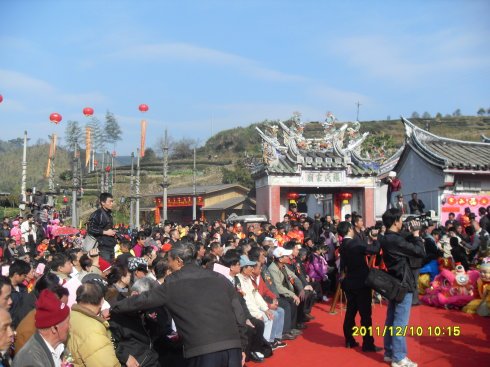
“塔下水乡文化节”2011年12月10日于塔下村的“德远堂” 前召开。

## 风景名胜
田螺坑村为第一批中国历史文化名村和第一批中国传统村落之一，塔下村、石桥村和河坑村属第二批省级历史文化名村。
- 塔下村 德远堂
- 田螺坑土楼群
- 河坑土楼群
- 五更寮炼铁高炉
- 树海瀑布
- 五更寮原始森林